# Paranaguá
Paranaguá és una ciutat de l'estat brasiler de Paraná. Fundada el 1648, la ciutat alberga un dels més importants i moderns ports de Brasil.
Paranaguá significa gran mar rodó en tupí-guaraní. Els portuguesos van començar a establir-se a la regió devers 1550 a l'illa de Cotinga, i van començar mantenir contactes amb els indis. El poble va ser fundat oficialment el 29 de juliol de 1648, amb la designació de Vila de Nostra Senyora del Rosari de Paranaguá. Va ser elevada a ciutat el 5 de febrer de 1842. El port es va tornar un dels més importants del Brasil després de l'obertura el 1885 de la línia fèrria a Curitiba.

## Localització
El municipi està localitzat al litoral de Paraná, a 90 km de la capital de l'estat, Curitiba.

## Història
La història del Paraná comença amb la creació de la Capitania de Paranaguá el 1660, que va existir fins al 1710. Aquesta capitania va ser posteriorment incorporada als territoris de les capitanies de São Vicente i Santo Amaro, que formarien més tard la capitania de São Paulo.
El sistema polític i social brasiler durant aquest període es caracteritzava per una estructura fortament jeràrquica i autoritària, controlada per les elits locals i el govern metropolità portuguès. Paranaguá va ser un exemple clar d’aquest sistema, on l’autoritat dels governadors i altres funcionaris reials era absoluta, però sovint en conflicte amb els interessos dels habitants locals, que buscaven més autonomia. Això es va intensificar amb la incorporació de Paranaguá a la Capitania de São Paulo, la qual cosa va suposar una pèrdua de control local. En l'àmbit social, la població de Paranaguá estava composta per un mosaic divers d'indígenes, colons portuguesos i esclaus africans. Els indígenes van ser explotats en els primers anys de la colonització, però a mesura que la mà d'obra esclava africana es va convertir en la principal font de treball forçat, les relacions socials es van transformar.
Per la seva gran extensió, la capitania de São Paulo es va dividir en dues comarques, sent la del sud amb seu a Paranaguá (avui un dels municipis de l'estat del Paraná). L’any 1812, la seu va ser traslladada a Curitiba, i la comarca va passar a denominar-se Comarca de Curitiba i Paranaguá. Aquesta reestructuració territorial va ser clau per al desenvolupament de la regió, especialment perquè Curitiba es va consolidar com a nucli administratiu i econòmic.

El desig de la Comarca de Curitiba i Paranaguá de tenir un govern propi va anar creixent amb el temps, especialment amb el suport del rei Joan VI de Portugal. No obstant això, no va ser fins al 1850 que la qüestió va adquirir una rellevància política significativa. Quan es va plantejar la proposta de crear la província de l'Amazones, el senador Batista de Oliveira va suggerir que es creés simultàniament la província del Paraná.

Carta nàutica de la Bahia de Paranaguà del capità E. Mouchez (1870)

Finalment, la proposta per a la creació de la província del Paraná va ser aprovada el 2 d'agost de 1853, per la Llei núm. 704, i sancionada per l'emperador Pere II del Brasil el 29 d'agost del mateix any. La província va ser oficialment instaurada el 19 de desembre de 1853, coincidint amb la presa de possessió del seu primer governador, Zacarias de Góes e Vasconcelos.
El desenvolupament històric de la ciutat ha estat àmpliament lligat a la seua activitat portuària i comercial. El port de Paranaguá és un dels ports més importants de l'Amèrica Llatina. Inaugurat oficialment el 1935, el port ha estat un motor clau per a l'economia local i nacional, especialment en sectors com l'exportació de productes agrícoles com la soja i el blat de moro, a més de fertilitzants, vehicles i altres mercaderies. És el principal port d'exportació d'oli vegetal i pollastre congelat al Brasil, i també és el major importador de fertilitzants del país. El seu desenvolupament va començar al segle xix, quan la ciutat de Paranaguá ja tenia una activitat portuària rellevant, però la modernització i ampliació del port han estat constants, fins a convertir-lo en un dels tres ports més grans del Brasil pel volum de càrrega gestionat. A més, el port és un punt estratègic per al comerç exterior, ja que per ell passa aproximadament el 95% de les mercaderies exportades del país.

## Demografia

### Dades estadístiques
El 2022, la població resident al municipi va ser censada per l'Institut Brasiler de Geografia i Estadística (IBGE) en 145.829 habitants, Presenta una densitat de població de 177,23 persones per quilòmetre quadrat.
L'Índex de Desenvolupament Humà Municipal (IDH-M) de Paranaguà té un valor de 0,750 (2010).

## Llocs culturals, històrics i d'interés

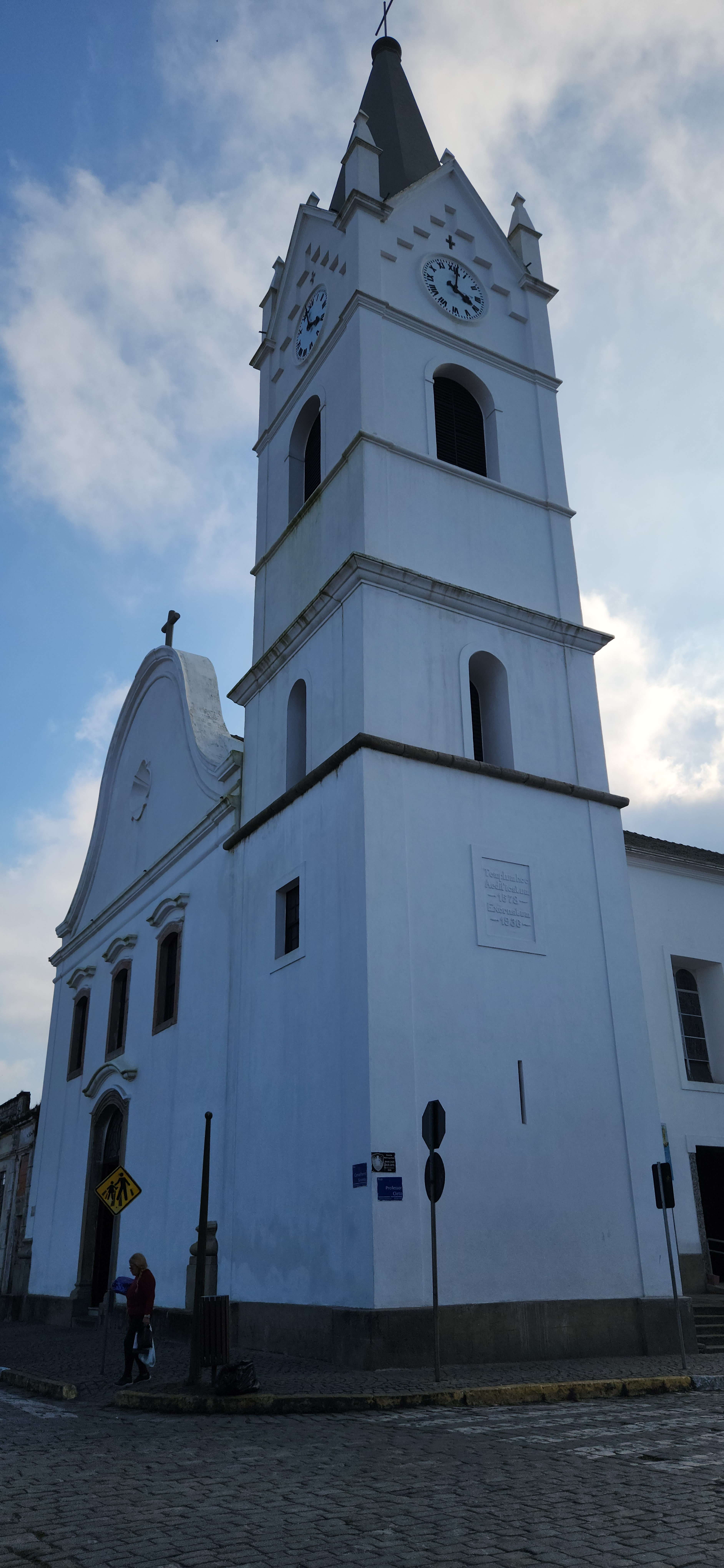
Església de Nossa Senhora do Rosário

- Igreja de Nossa Senhora do Rosário: Construïda pels esclaus africans al segle xviii, aquesta església és una de les més antigues de la regió i destaca per la seva arquitectura colonial i importància històrica.
- Museu de Arqueologia e Etnologia: Situat en un edifici històric, aquest museu presenta col·leccions arqueològiques i etnològiques de la regió. És ideal per conèixer la història dels pobles indígenes i la colonització de Paranaguá.
- Mercat Municipal do Café: Aquest mercat es troba en un edifici històric i és conegut tant per la seva arquitectura com per l'ambient animat. És un punt de referència per la compra de productes locals i souvenirs.
- Casa da Cultura Monsenhor Celso: Situada en una mansió del segle xix, aquesta casa de la cultura ofereix exposicions d’art i activitats culturals diverses.
- Rua da Praia: Un carrer ple d’encant amb cases colonials restaurades, botigues, cafès i restaurants. És un lloc perfecte per passejar i gaudir de la història i l'ambient relaxat de la ciutat.
- Aquário Marinho de Paranaguá: Un espai educatiu i turístic on es poden veure diverses espècies marines de la regió. Ideal per a visites familiars i per aprendre més sobre la fauna marina local.Forte Nossa Senhora dos Prazeres a l'Ilha do Mel

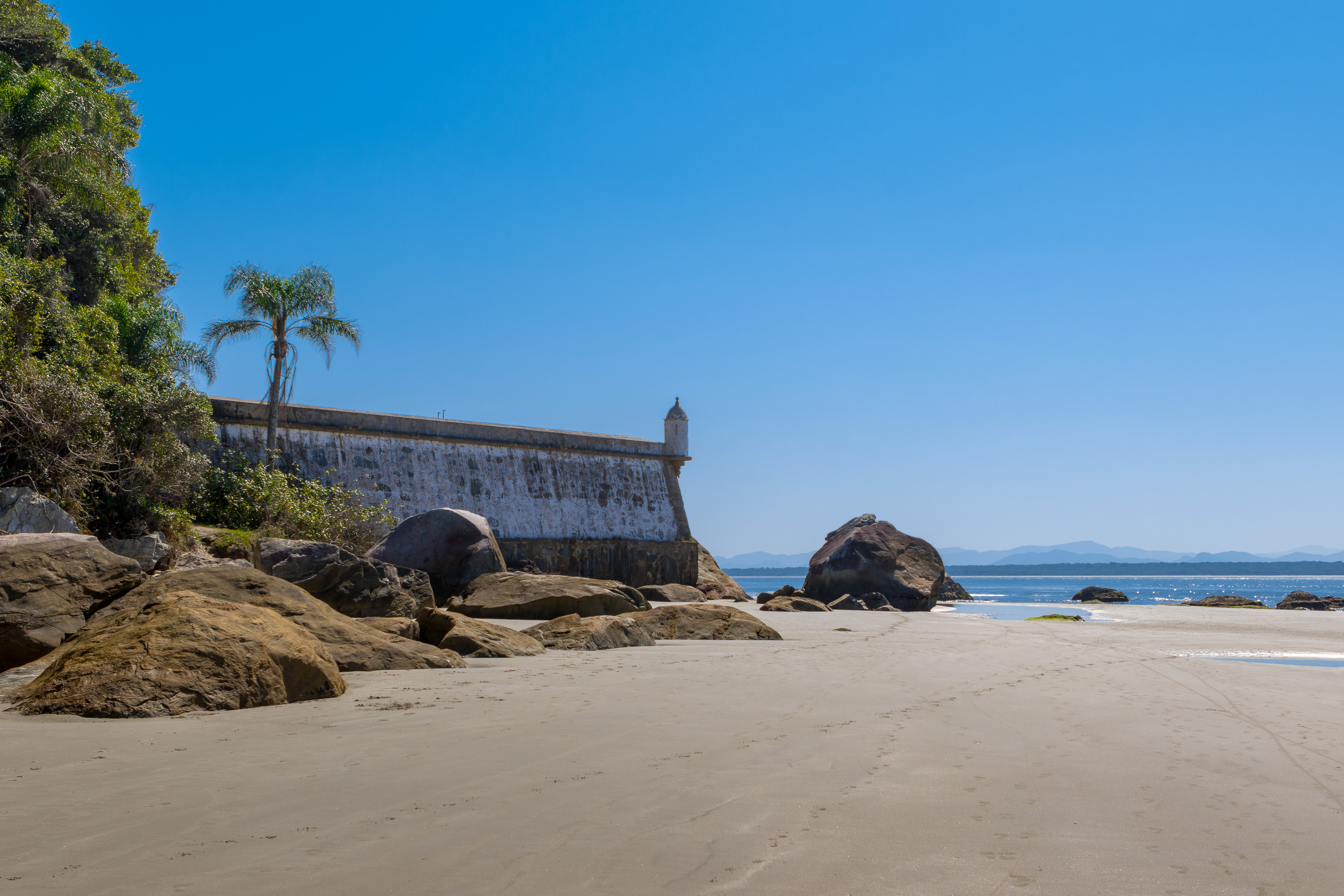
Forte Nossa Senhora dos Prazeres a l'Ilha do Mel

- Ilha do Mel: Una de les destinacions més famoses properes a Paranaguá, l'illa és coneguda per les seves belles platges, senders naturals i llocs històrics com el Farol das Conchas. És un paradís per als amants de la natura i el turisme ecològic. A l'illa s'hi pot visitar el Forte Nossa Senhora dos Prazeres, que data del segle xviii i es va construir per a protegir la costa dels atacs pirates. A més de la seva importància històrica, ofereix unes vistes espectaculars.
- Parque Ambiental do Palmito: Aquest parc està dedicat a la conservació del palmito, una espècie amenaçada. A més de ser un lloc de preservació, ofereix senders interpretatius i espais per al contacte amb la natura.
- Parque Estadual Ilha do Cardoso: Aquest parc natural és una de les joies de la regió, amb una rica biodiversitat i ecosistemes que inclouen manglars, platges i boscos tropicals. És un lloc excel·lent per fer senderisme, observar la fauna i gaudir de la natura.
- Serra da Graciosa: Encara que no està tècnicament a Paranaguá, és una ruta escènica propera que passa per paisatges exuberants de mata atlàntica i ofereix vistes espectaculars de la costa i les muntanyes. És una experiència inoblidable per als qui visiten la regió.